# Hans Schlegel
Hans Wilhelm Schlegel (Überlingen, 3 agosto 1951) è un astronauta e fisico tedesco, e ha partecipato alle missioni STS-55 e STS-122 dello Space Shuttle.
Schlegel si laureò in fisica alla RWTH Aachen University in Germania. In seguito condusse delle ricerche sulla fisica dei semiconduttori prima di iniziare l'addestramento da astronauta al termine degli anni '80 al German Aerospace Center. Volò come specialista di missione nel 1993 con la missione STS-55 che trasportò il modulo di ricerca D-2 dello Spacelab.
Dal 1995 al 1997 venne addestrato come membro dell'equipaggio di riserva della missione russo-tedesca Sojuz TM-25 e in seguito venne ulteriormente addestrato in Russia per qualificarsi come secondo ingegnere di bordo della stazione spaziale Mir. Nel 1998 divenne parte dell'European Astronaut Corps.

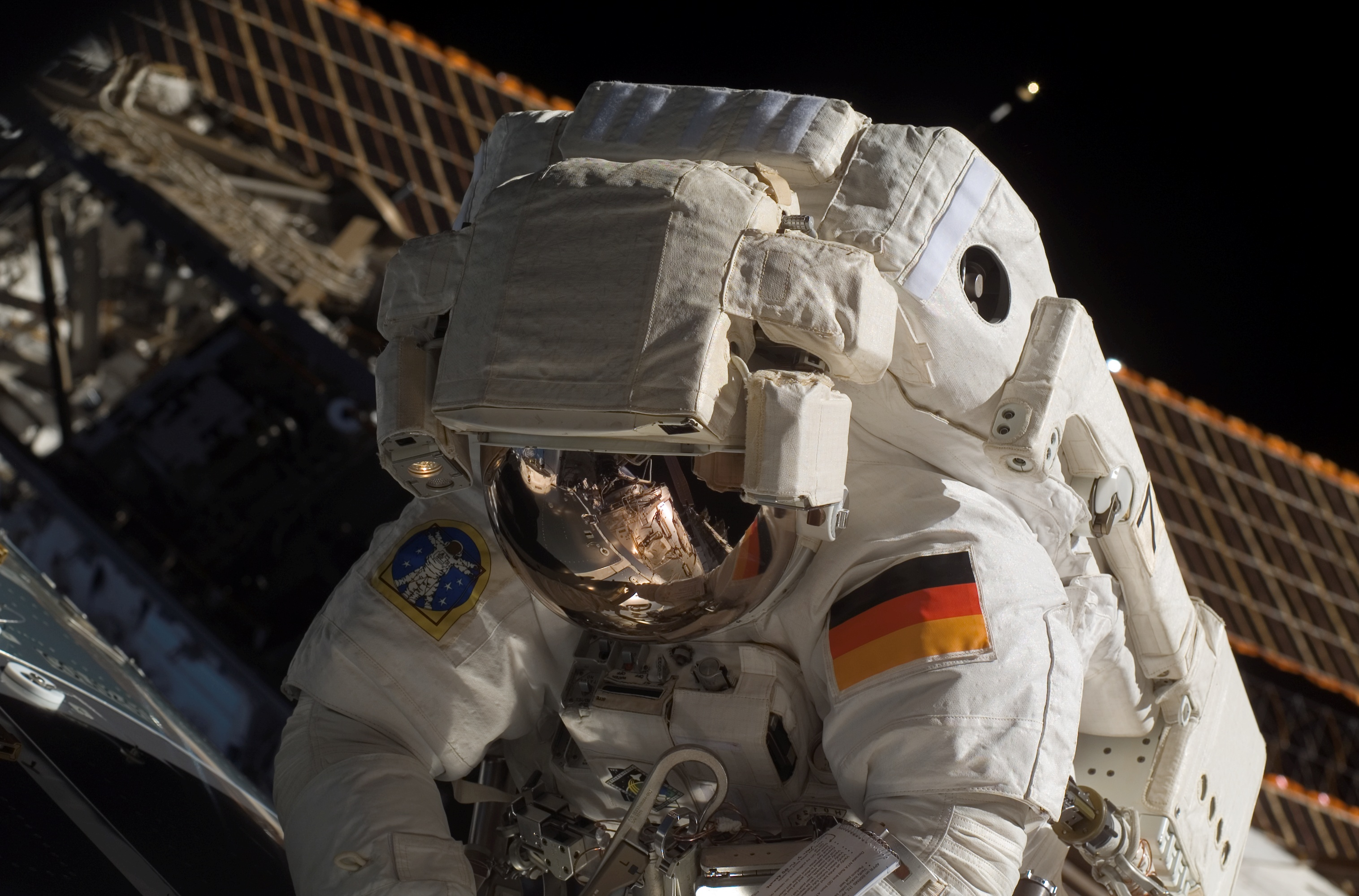
Schlegel durante la seconda EVA della missione STS-122
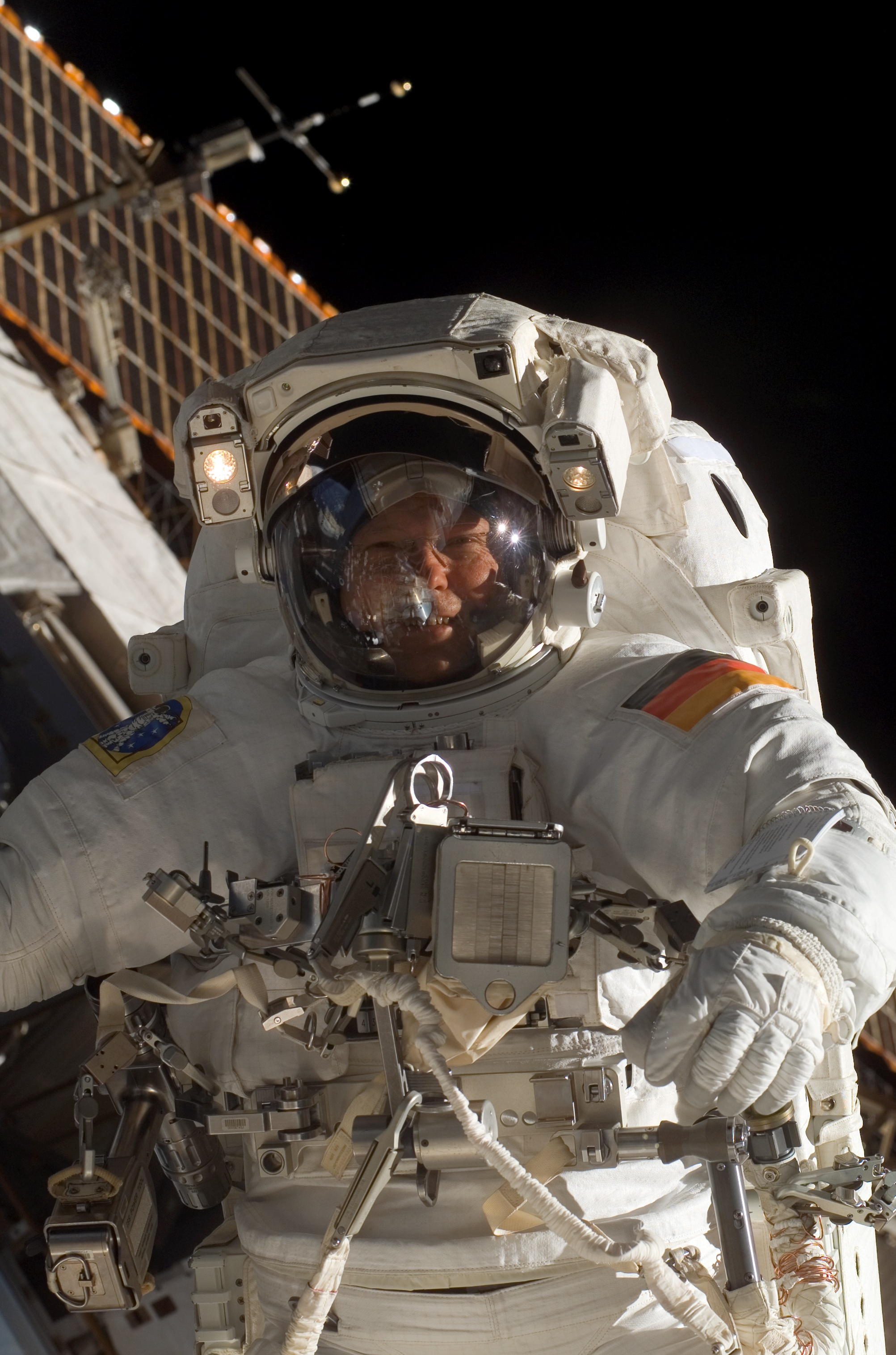
Primo piano di Schlegel
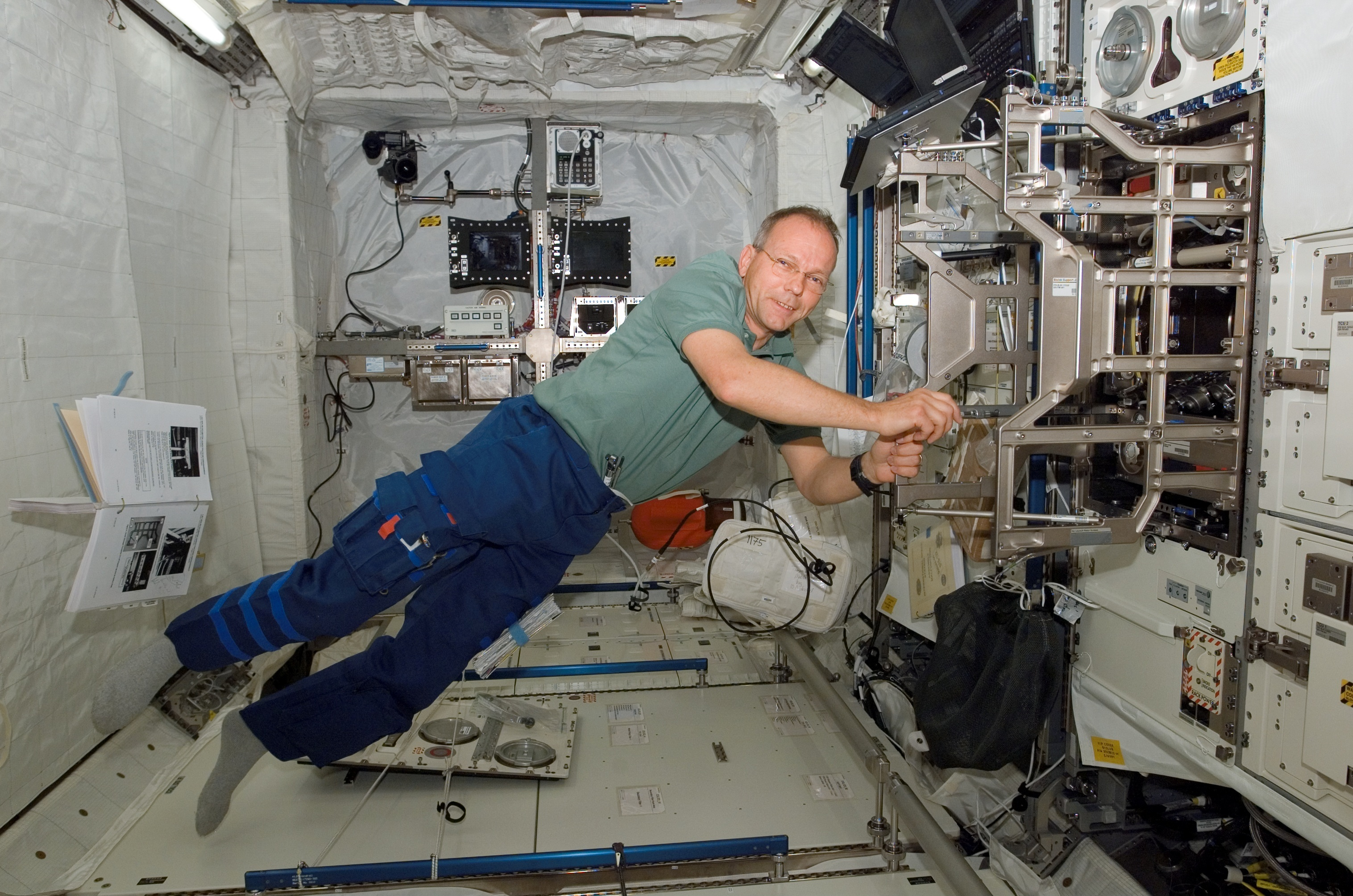
Schlegel all'interno del modulo Columbus
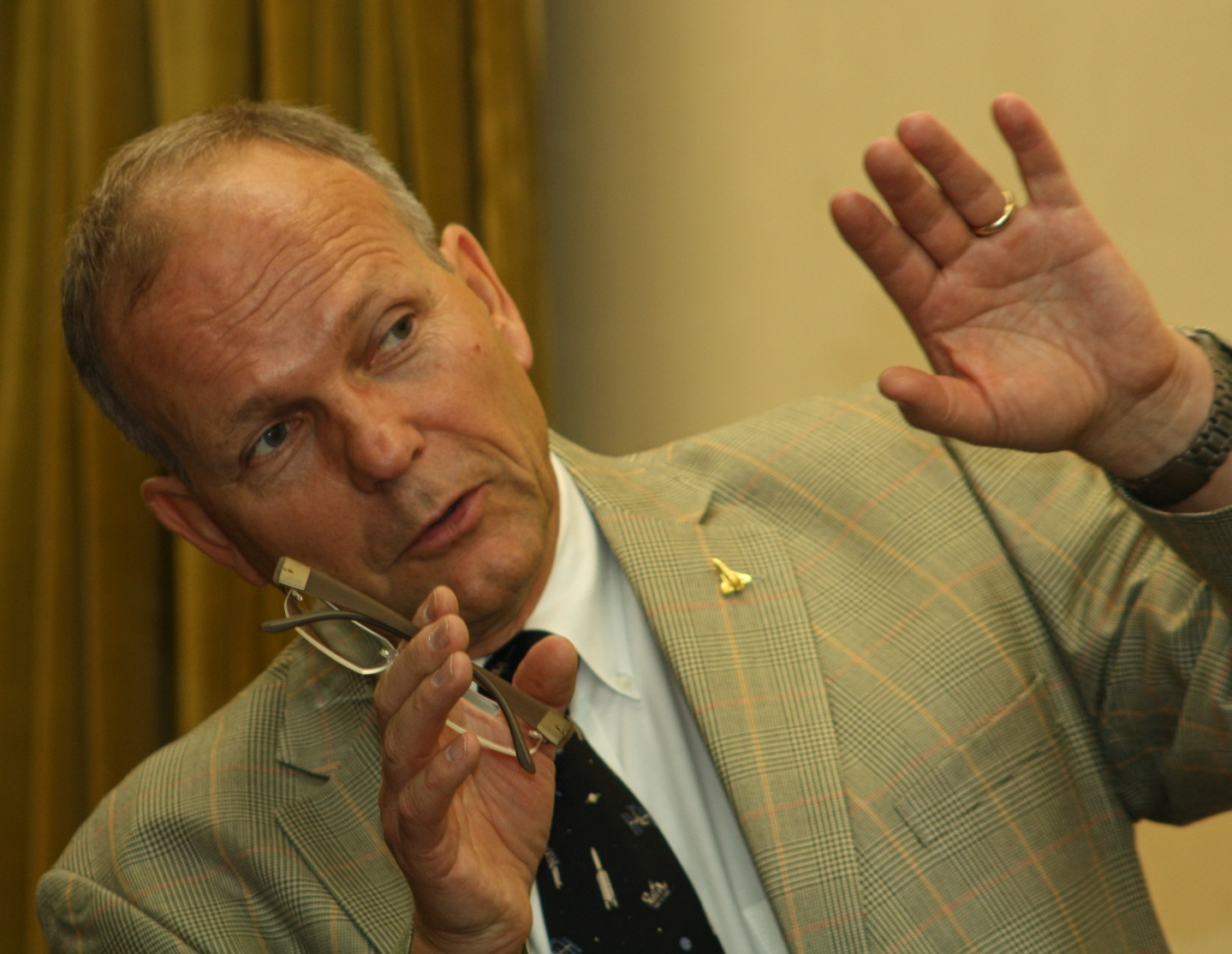
Schlegel, 2009

Hans venne selezionato e partecipò alla missione STS-122 nel febbraio 2008, durante la quale venne installato il modulo laboratorio Columbus sulla Stazione spaziale internazionale, come specialista di missione.